# Port lotniczy Acapulco-Alvarez
Port lotniczy Acapulco-Alvarez – międzynarodowy port lotniczy położony 26 km na południe od centrum Acapulco, w Meksyku. Port lotniczy nosi imię generała Juana N. Alvareza. W 2006 obsłużył 1 mln pasażerów.

## Linie lotnicze i połączenia

### Powietrzne taksówki
| Linie lotnicze      | Kierunki           |
| ------------------- | ------------------ |
| Blue Coast Aviation | Ixtapa-Zihuatanejo |

### Krajowe
| Linie lotnicze     | Kierunki                               |
| ------------------ | -------------------------------------- |
| Aeromar            | Meksyk                                 |
| Aeroméxico         | Meksyk                                 |
| Aeroméxico Connect | Meksyk                                 |
| Interjet           | Meksyk, Toluca                         |
| Magnicharters      | Ixtapa-Zihuatanejo, Monterrey          |
| MexicanaClick      | Meksyk                                 |
| MexicanaLink       | Guadalajara                            |
| VivaAerobus        | Gyadalajara [od 3 czerwca], Monterrey  |
| Volaris            | Meksyk [od 16 listopada 2018], Tijuana |

### Międzynarodowe
| Linie lotnicze                                            | Kierunki                                                     |
| --------------------------------------------------------- | ------------------------------------------------------------ |
| American Airlines                                         | Chicago-O'Hare, Dallas/Fort Worth [sezonowo]                 |
| Air Canada                                                | Toronto-Pearson [sezonowo]                                   |
| Air Transat                                               | Montreal-Trudeau [sezonowo]                                  |
| Canjet                                                    | Montreal-Trudeau                                             |
| Continental Airlines                                      | Houston-Intercontinental, Newark [sezonowo]                  |
| Continental Express obsługiwane przez ExpressJet Airlines | Houston-Intercontinental                                     |
| Delta Air Lines                                           | Atlanta [sezonowo], Detroit, Minneapolis/St. Paul [sezonowo] |
| Northwest Airlines                                        | Detroit, Minneapolis/St. Paul [sezonowo]                     |
| Sunwing Airlines                                          | Montreal-Trudeau, Toronto-Pearson [sezonowo]                 |
| US Airways                                                | Phoenix                                                      |

### Czartery
| Linie lotnicze  | Kierunki                                                                       |
| --------------- | ------------------------------------------------------------------------------ |
| Alaska Airlines | Oakland, Sacramento, Calgary [sezonowo]                                        |
| Thomson Airways | Birmingham, Cardiff, Leeds, Londyn-Gatwick, Manchester UK [wszystkie sezonowo] |